# Tiro de Guerra
As Seções de Tiro de Guerra (STG ou TG) são órgãos do serviço militar brasileiro responsáveis pela formação de reservistas de segunda categoria, denominados atiradores. A organização de um TG ocorre em acordo firmado com os Municípios e o Comando da Região Militar. O exército fornece os instrutores (normalmente sargentos ou subtenentes), fardamento e equipamentos, enquanto a administração municipal disponibiliza as instalações. Por isto, geralmente, o prefeito se torna o diretor do tiro de guerra.
A etimologia da palavra vem do latim tiro, termo usado para descrever novato, jovem soldado e recruta. Na década de 2010, existiam mais de 224 TGs distribuídos por quase todo o território brasileiro. Anualmente, ingressam aproximadamente 12.000 (doze mil) atiradores no Exército Brasileiro.

## Formação do atirador
Os TGs são estruturados de modo que o convocado possa conciliar a instrução militar com o trabalho ou estudo, proporcionando a milhares de jovens brasileiros a oportunidade de prestarem o Serviço Militar Inicial.
A formação do atirador é realizada no período de 40 semanas, com uma carga horária semanal de 12 horas, totalizando 480 horas de instrução. Há um acréscimo de 36 horas destinadas às instruções específicas do Curso de Formação de Cabos, e um terço desse tempo é direcionado para matérias relacionadas com ações de saúde, ação comunitária, defesa civil e meio ambiente.[carece de fontes?]
O atirador não recebe remuneração, estando apto a conciliar o serviço militar com trabalho e/ou estudo.

## Origem

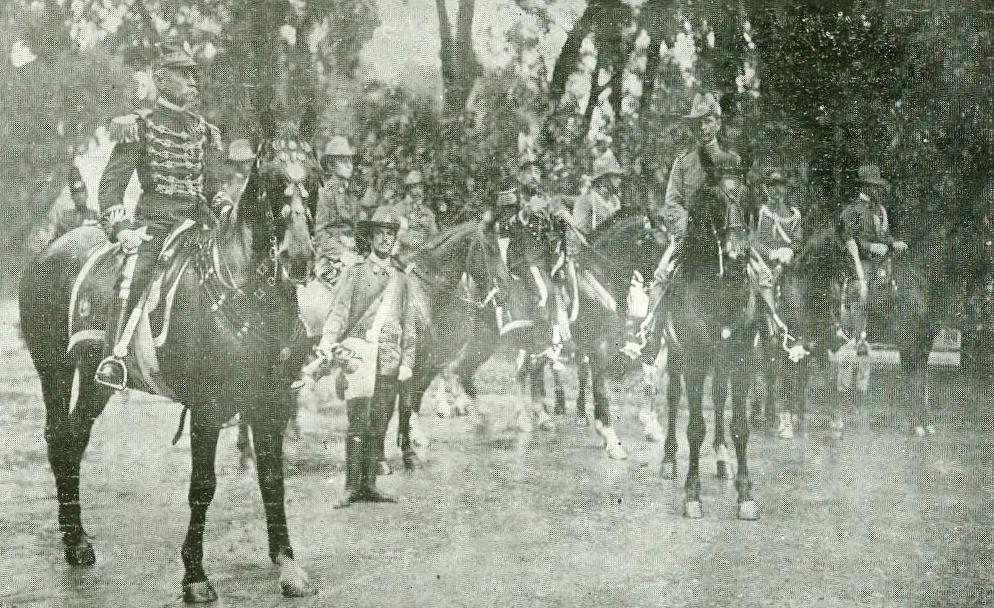
General Bellarmino de Mendonça e seu Estado Maior, formado por Tiros Nacionais. Praça da República, Rio de Janeiro, 1910.

A origem dos tiros de guerra remonta ao ano de 1902 com o nome de linhas de tiro, quando se fundou em Rio Grande (Rio Grande do Sul) uma sociedade de tiro ao alvo com finalidades militares — esta, a partir de 1916, no impulso da pregação de Olavo Bilac em prol do serviço militar obrigatório (implantado com base na Lei do Sorteio), transformou-se, com o apoio do poder municipal, nesse tipo de organização militar destinada à formação de reservistas brasileiros.[carece de fontes?]
Assim sendo foram criadas várias linhas de tiro, estrategicamente localizadas em cidades maiores de cada região, que davam maior proteção aos cidadãos, atualmente ao que tem se conhecimento o Tiro de Guerra com mais tempo em atividades no pais é o 01-010 da 1ª Região Militar no Comando Militar do Leste.
O Tiro de Guerra de Nova Friburgo teve suas atividades iniciadas em 15 de agosto de 1909, sendo renumerado até permanecer 01-010, seus quadro pertenceram diversos veteranos da FEB que participaram diretamente no combate de trincheiras em Fornovo di Taro e Monte Castello, integrados as forças aliadas na Segunda Guerra Mundial.[carece de fontes?]